# Orthogonal frequency-division multiplexing
Indenfor telekommunikation er orthogonal frequency-division multiplexing (OFDM) en type digital modulation til kodning af digitale (binære) data på flere bærebølger.
OFDM har udviklet sig til en populær modulationstype for bredbånds digital kommunikation, brugt i applikationer som digitalt tv og digital radio, DSL internetadgang, trådløse netværk, PLC og 4G/5G mobilkommunikation.
OFDM er en frequency-division multiplexing (FDM) modulationstype, der blev introduceret af Robert W. Chang fra Bell Labs i 1966. I OFDM er den indkommende bitstrøm, der repræsenterer de data, der skal sendes, opdelt i flere strømme. Flere tæt anbragte ortogonale underbærebølgesignaler med overlappende spektre transmitteres, hvor hver bærebølge er moduleret med bits fra den indkommende strøm, så flere bits transmitteres parallelt. Demodulation er baseret på Fast Fourier Transform-algoritmer. OFDM blev forbedret af Weinstein og Ebert i 1971 med introduktionen af et guard interval, hvilket giver bedre ortogonalitet i transmissionskanaler, der er påvirket af flervejsudbredelse. Hver underbærebølge (signal) moduleres med et konventionelt modulationsskema (såsom quadrature amplitude modulation eller phase-shift keying) ved en lav symbolhastighed. Dette opretholder samlede datahastigheder svarende til konventionelle single-carrier modulering modulationstyper i samme båndbredde.
Den største fordel ved OFDM i forhold til single-carrier-systemer er dens evne til at klare svære kanalforhold (for eksempel dæmpning af høje frekvenser i en lang kobbertråd, smalbåndsinterferens og frekvens-selektiv fading på grund af flervejsudbredelse) uden behov for komplekse udligningsfiltre. Kanaludligning er forenklet, fordi OFDM kan ses som at bruge mange langsomt modulerede smalbåndssignaler i stedet for ét hurtigt moduleret bredbåndssignal. Den lave symbolhastighed gør brugen af et guard interval mellem symboler overkommelig, hvilket gør det muligt at eliminere intersymbolinterferens (ISI) og bruge ekkoer og tidsspredning (i analogt tv, der er synligt som henholdsvis ghosting og sløring) for at opnå en diversitetsforstærkning, dvs. en forbedring af signal-til-støj-forholdet. Denne mekanisme letter også udformningen af single frequency networks (SFN'er), hvor flere tilstødende radiosendere sender det samme signal samtidigt på samme frekvens, da signalerne fra flere fjerntliggende sendere kan rekombineres konstruktivt, hvilket sparer interferens fra et traditionelt enkeltbærersystem.
I coded orthogonal frequency-division multiplexing (COFDM) anvendes forward error correction (convolutional coding) og tid/frekvens-interleaving på signalet, der transmitteres. Dette gøres for at overvinde fejl i mobile kommunikationskanaler påvirket af flervejsudbredelse og Dopplereffekter. COFDM blev introduceret af Alard i 1986 til Digital Audio Broadcasting for Eureka Project 147. I praksis er OFDM blevet brugt i kombination med en sådan kodning og interleaving, så udtrykkene COFDM og OFDM anvendes sammen til almindelige applikationer.

## Yderligere læsning
- Bank, M. (2007). "System free of channel problems inherent in changing mobile communication systems". Electronics Letters. 43 (7): 401-402. Bibcode:2007ElL....43..401B. doi:10.1049/el:20070014.
- US 7986740, Bank, Michael; Hill, Boris & Bank, Miriam et al., "Wireless mobile communication system without pilot signals", published 2011-07-26